# Calyptrion
Calyptrion, biljni rod iz porodice ljubičvki, dio reda Malpighiales. Postoje četiri vrste od južnog Meksika do tropske Južne Amerike.

## Vrste
1. Calyptrion arboreum (L.) Paula-Souza
2. Calyptrion carthagenense (H.Karst.) Paula-Souza
3. Calyptrion pubescens (S.Moore) Paula-Souza
4. Calyptrion volubile (L.B.Sm. & A.Fernández) Paula-Souza

## Reference
POTWO. Calyptrion Ging. Plants of the World Online. Royal Botanic Gardens, Kew. Pristupljeno 13. travnja 2020.